# Assunção da Virgem Maria (El Greco)
A Assunção da Virgem Maria é uma pintura a óleo sobre tela do artista grego Doménikos Theotokópoulos, conhecido como El Greco, em 1577-1579. A pintura foi um elemento central do retábulo da Igreja de Santo Domingo el Antiguo em Toledo, Espanha. Foi a primeira de nove pinturas que El Greco foi encomendado para pintar para esta igreja.